# Nicolaas Hendrik Andriessen (componist)
Nicolaas (Nico) Hendrik Andriessen (Hilversum, 9 mei 1845 – Haarlem, 16 mei 1913) was een Nederlands organist, koordirigent en componist. Hij was de echtgenoot van de schilderes Gesine Andriessen-Vester. Zij waren de ouders van de bekende musici Willem en Hendrik Andriessen en de beeldhouwer Mari Andriessen. Daarnaast had het echtpaar een dochter, Johanna Cecilia, die trouwde met de KVP-politicus Petrus Johannes Witteman. Hun zoon, de televisiepresentator Paul Witteman, is dus een kleinzoon van Nico Andriessen.

## Levensloop

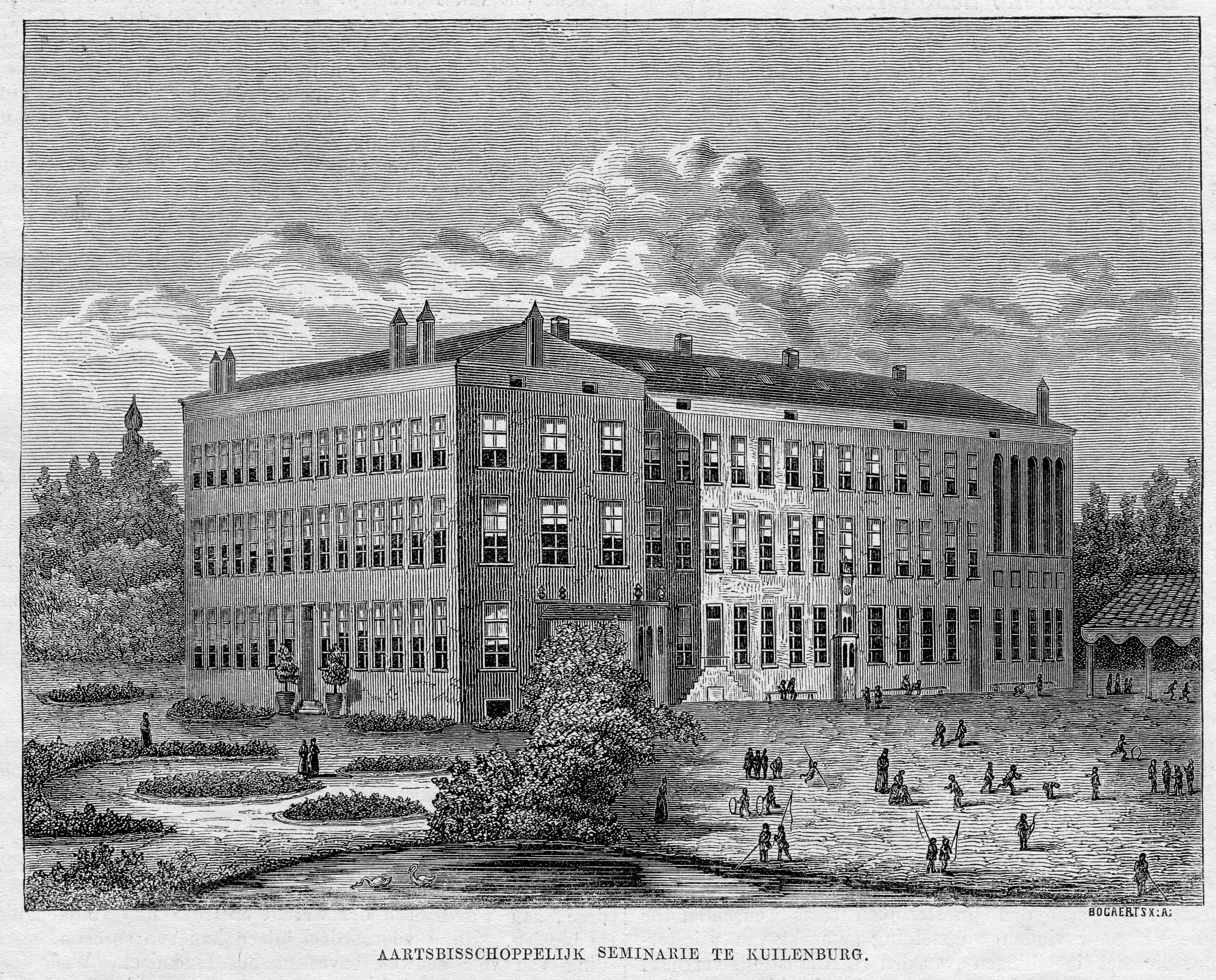
Klein Seminarie te Kuilenburg, Katholieke Illustratie 1869-1870

Nico Andriessen kreeg piano- en orgelles, eerst in Hilversum, onder meer van zijn vader Cornelis Andriessen en vervolgens in Aken. Vanaf 1863 was hij organist aan het Seminarie Kuilenburg, daarna in het Kerkraadse Rolduc en uiteindelijk (vanaf 1871) aan de Haarlemse Sint-Josephkerk. In 1897 werd hij benoemd tot directeur van de liedertafel Haarlemsch Zanggenot. Verder was Andriessen dirigent van het mannenkoor "Crescendo" Haarlem van 1876, van het mannenkoor "Caecilia" te Amsterdam van 1886 en van het gemengd koor "Jozef Haydn", dat ontstaan was uit het Rooms-Katholieke dameskoor "Jan Albert Ban" te Haarlem.
Andriessens compositorische oeuvre bestaat voornamelijk uit werken voor mannenkoor en is te vinden bij het Nederlands Muziek Instituut.

## Composities

### Vocale muziek

#### Werken voor koor
- 1910 Loflied voor de zangvereniging "Excelsior" te Amsterdam
- Columbus, voor solisten en mannenkoor
- De Gypten, voor mannenkoor - tekst: Guido Gezelle
- De Scalboef, voor solisten, mannenkoor en piano - tekst: Hofdijk
- Nimmer nacht, voor mannenkoor
- Psalm 84, voor mannenkoor
- Twee liederen, voor mannenkoor of kwartet
  1. Goe nacht
  2. Slaap zacht

#### Liederen
- Holland, lied voor alt en piano